# Rally Dakar de 1979
El Rally Dakar de 1979, la primera edición de esta carrera rally raid, se realizó del 26 de diciembre de 1978 al 14 de enero del año siguiente. El trayecto total de la competición, que se extendió entre París y Dakar, fue de 10 000 km y se disputó por rutas de Francia, Argelia, Níger, Malí y Senegal.
Participaron en total 80 coches y 90 motocicletas, de los cuales llegaron a la final 50 y 24, respectivamente.
En el primer Dakar, en el Dakar de 1979, no hubo categorías. Se corrió scratch. Se establecieron en el Dakar 80. Por lo tanto, no tiene sentido hacer clasificación de coches ya que nunca existió.

## Recorrido
| Etapa | Fecha                      | Desde                   | Hasta                   | Total (km)              |
| ----- | -------------------------- | ----------------------- | ----------------------- | ----------------------- |
| 1     | 26 de diciembre de 1978    | París                   | Montlhéry               |                         |
| 1     | 27 de diciembre de 1978    | Montlhéry               | Marsella                |                         |
|       | 28-30 de diciembre de 1978 | Transporte hacia África | Transporte hacia África | Transporte hacia África |
| 2     | 31 de diciembre de 1978    | Argel                   | Reggane                 | 960                     |
| 2     | 1 de enero de 1979         | Reggane                 | In Salah                | 270                     |
| 2     | 2 de enero de 1979         | In Salah                | Tamanrasset             |                         |
| 3     | 3 de enero de 1979         | Tamanrasset             | In Guezzam              | 373                     |
| 3     | 4 de enero de 1979         | Assamaka                | Arlit                   | 230                     |
| 3     | 5 de enero de 1979         | Arlit                   | Agadez                  | 231                     |
| 4     | 6 de enero de 1979         | Agadez                  | Niamey                  | 920                     |
| 5     | 7 de enero de 1979         | Niamey                  | Gao                     | 448 (cancelada)         |
|       | 8 de enero de 1979         | Día de descanso en Gao  | Día de descanso en Gao  | Día de descanso en Gao  |
| 6     | 9 de enero de 1979         | Gao                     | Mopti                   | 600                     |
| 6     | 10 de enero de 1979        | Mopti                   | Bamako                  | 650                     |
| 7     | 11 de enero de 1979        | Bamako                  | Nioro du Sahel          | 417                     |
| 8     | 12 de enero de 1979        | Nioro du Sahel          | Kayes                   | 270                     |
| 8     | 13 de enero de 1979        | Kayes                   | Bakel                   | 69                      |
| 8     | 14 de enero de 1979        | Bakel                   | Dakar                   | 96                      |
| Total | Total                      | Total                   | Total                   | 3,168                   |

## Vencedores por etapas
| Etapa   | Motocicletas                                    | Coches                                         |
| ------- | ----------------------------------------------- | ---------------------------------------------- |
| 1       | Jean-Philippe Desnoyers                         | Christophe Neveu                               |
| 2       | Christian Rayer                                 | Rene Metge                                     |
| 3       | Rudy Potisek Patrick Schaal Jean-Claude Olivier | Christophe Neveu Daraugeon Pierre-Louis Moreau |
| 4       | Jean-Claude Olivier                             | Claude Marreau                                 |
| 5       | Etapa cancelada                                 | Etapa cancelada                                |
| 6       | Gilles Comte                                    | Alain Génestier                                |
| 7       | Philippe Vassard                                | Cesare Giraudo                                 |
| 8       | Christian Rayer Gilles Comte                    | Hubert Rigal                                   |
| Fuente: |                                                 |                                                |

## Clasificación final

### Coches
| Puesto | Piloto               | Copiloto          | Marca       |
| ------ | -------------------- | ----------------- | ----------- |
| 1      | Alain Genestier      | Joseph Terbiaut   | Range Rover |
| 2      | Claude Marreau       | Bernard Marreau   | Renault 4   |
| 3      | Cesare Giraudo       | Antonio Cavalleri | Fiat        |
| 4      | Tommaso Carletti     | Amarilli Carletti | Fiat        |
| 5      | Alain Vanderkerkhove | Daniel Pichot     | Toyota      |

### Motos
| Puesto | Piloto           | Marca  |
| ------ | ---------------- | ------ |
| 1      | Cyril Neveu      | Yamaha |
| 2      | Gilles Comte     | Yamaha |
| 3      | Philippe Vassard | Honda  |
| 4      | Alain Schaecht   | Honda  |
| 5      | Christian Rayer  | Yamaha |